# Ghostbusters (jeu vidéo, 1984)
Pour les articles homonymes, voir Ghostbusters (homonymie).
Ghostbusters est un jeu vidéo d'action basé sur le film SOS Fantômes, édité par Activision sur Amstrad CPC, Apple II, Atari 2600, Atari 8-bit, Commodore 64, MSX, DOS, Master System, ZX Spectrum, NES à partir de 1984,,,,,.

## Synopsis
L'action se déroule dans les rues d'un New York imaginaire, infesté de fantômes et d'activités paranormales. L'équipe de S.O.S Fantômes doit chasser les fantômes de la ville et finalement neutraliser le dieu sumérien Gozer dans le Temple de Zuul (réalisé par l'architecte Ivo Shandor). 
Parmi les membres de l'équipe, seulement 3 (Ray, Peter, et Egon) sur 4 (Winston) sont représentés dans le jeu.

## Système de jeu
Le jeu est un mélange de niveaux d'action plates-formes à défilement vertical et de niveaux variés comme le pilotage de la voiture de l'équipe (L'ecto1).